# Шароян, Роланд Даниелович
Роланд Даниелович Шароян (арм. Ռոլանդ  Շառոյան, 11 августа 1952, село Ашнак, Талинский район) — армянский государственный деятель.
- 1967—1969 — работал в деревне Ашнак механиком киноточки.
- 1969—1974 — факультет журналистики Ереванского государственного университета.
- 1975—1976 — работал в киностудии телефильмов «Ереван».
- 1976—1977 — главный редактор молодёжных программ государственного комитета телевидения и радио.
- 1977—1986 — заведующий отделом редакции ежемесячника «Цицернак».
- 1987—1992 — заведующий отделом ежемесячник «Гарун».
- 1993—1996 — основатель и главный редактор газет «Марзашхар» и «Навасард».
- 1998—2003 — был министром культуры, спорта и по вопросам молодёжи. Член партии «АРФД».